# La Garnatilla
La Garnatilla es una localidad y pedanía española perteneciente al municipio de Motril, en la provincia de Granada. Está situada en la parte central de la comarca de la Costa Granadina. Cerca de esta localidad se encuentran los núcleos de Puntalón y Las Ventillas.
El pueblo se ubica en la falda de la loma del Jolúcar y la confluencia del arroyo Barranco de las Hozas.

## Demografía
Según el Instituto Nacional de Estadística de España, en el año 2023 La Garnatilla contaba con 184 habitantes censados, lo que representa el 0,31% de la población total del municipio.

### Evolución de la población
| Gráfica de evolución demográfica de La Garnatilla entre 2013 y 2023 |
|                                                                     |
| Datos según el nomenclátor publicado por el INE.                    |

## Comunicaciones

### Carreteras
La principal vía de comunicación que transcurre cerca de esta localidad es:
| Identificador | Denominación                 | Itinerario                |
| ------------- | ---------------------------- | ------------------------- |
| GR-5209       | De Motril a Castell de Ferro | Motril - Castell de Ferro |

Algunas distancias entre La Garnatilla y otras ciudades:
| Ciudades | Distancia (km) |
| -------- | -------------- |
| Motril   | 8              |
| Granada  | 68             |
| Almería  | 109            |
| Jaén     | 159            |
| Murcia   | 328            |

## Cultura

### Monumentos
La iglesia de San Cecilio de La Garnatilla, construida en 1802, posee espadaña que rompe el frontón de la fachada principal del templo, constituida por un muro rectangular en el que se abre vano de medio punto enmarcado entre pilastras. La remata una doble cornisa y frontón curvo.

### Fiestas
La Garnatilla celebra sus fiestas populares el último fin de semana de julio en honor a San Cecilio y la Inmaculada Concepción, patrones del pueblo.